# Paul Seidel (Mathematiker)

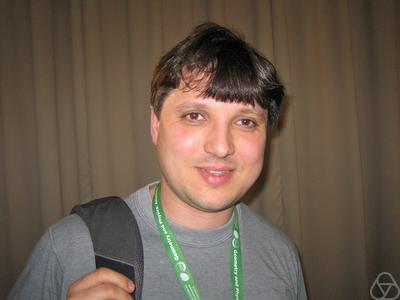
Paul Seidel (2009)

Paul Seidel (* 1970 in Florenz) ist ein italienisch-schweizerischer Mathematiker, der sich vor allem mit symplektischer Geometrie und symplektischer Topologie beschäftigt.
Seidel studierte an der Universität Heidelberg bei Albrecht Dold und nach dem Diplom 1994 an der Universität Oxford bei John Roe und Simon Donaldson, bei dem er 1998 promovierte (Floer Homology and the symplectic isotopy problem). Er war zu Gastaufenthalten am Max-Planck-Institut für Mathematik in Bonn (1998/99), am Institute for Advanced Study (1997/98) und der ETH Zürich (2003). Er war 1999 bis 2001 als Chargé de Recherche der CNRS an der École polytechnique in Paris (und gleichzeitig 2000/2001 dort Maitre de Conference) und war ab 2002 Professor am Imperial College in London und ab 2003 an der University of Chicago. Er ist seit 2007 Professor am Massachusetts Institute of Technology (MIT).
Seidel untersuchte in seiner Dissertation, wann symplektische Diffeomorphismen, die diffeotop zur Identität sind, auch symplektisch diffeotop zur Identität sind. Er fand Obstruktionen dafür schon in Dimension 4 durch Anwendung der Floer-Homologie; die untersuchten Gegenbeispiele waren verallgemeinerte Dehn-Twist-Abbildungen an Lagrangeschen 2-Sphären in symplektischen 4-Mannigfaltigkeiten. Für die Fundamentalgruppe der Gruppe Hamiltonscher Symplektomorphismen fand er eine Darstellung im Quanten-Kohomologiering. Er konnte einen Spezialfall (für K3-Flächen) einer Vermutung von Maxim Konzewitsch über Homologische Spiegelsymmetrie beweisen. Die Techniken dafür entwickelte er in einer Forschungs-Monographie über die Berechnung von Fukaya-Kategorien symplektischer Mannigfaltigkeiten mit Picard-Lefschetz-Theorie.
2000 erhielt er den EMS-Preis. 2002 war er Invited Speaker auf dem ICM in Peking (Fukaya Categories and Deformations). 2010 erhielt er den Oswald-Veblen-Preis für fundamentale Beiträge zur symplektischen Geometrie und speziell seine Entwicklung fortgeschrittener algebraischer Methoden zur Berechnung symplektischer Invarianten. Er ist Fellow der American Mathematical Society und wurde 2014 in die American Academy of Arts and Sciences gewählt.

## Schriften
- Fukaya Categories and Picard Lefschetz Theory, European Mathematical Society, 2008
- {\displaystyle \pi _{1}}  of symplectic automorphism groups and invertibles in quantum homology rings. Geom. Funct. Anal. 7 (1997), no. 6, 1046–1095.
- Graded Lagrangian submanifolds. Bull. Soc. Math. France 128 (2000), no. 1, 103–149.
- mit Richard Thomas: Braid group actions on derived categories of coherent sheaves. Duke Math. J. 108 (2001), no. 1, 37–108.
- A long exact sequence for symplectic Floer cohomology. Topology 42 (2003), no. 5, 1003–1063.
- mit Kenji Fukaya, Ivan Smith: Exact Lagrangian submanifolds in simply-connected cotangent bundles. Invent. Math. 172 (2008), no. 1, 1–27.
- mit Mohammed Abouzaid: An open string analogue of Viterbo functoriality. Geom. Topol. 14 (2010), no. 2, 627–718.
- Homological mirror symmetry for the genus two curve. J. Algebraic Geom. 20 (2011), no. 4, 727–769.
- Homological mirror symmetry for the quartic surface. Mem. Amer. Math. Soc. 236 (2015), no. 1116.